# 陈年代
陈年代（1962年—），江西南昌人，汉族，中华人民共和国政治人物、第十一届全国人民代表大会江西地区代表。
毕业于南昌第二师范学校普师专业，担任汇仁集团有限公司董事长。2008年起担任全国人大代表。